# 5,12-双(苯乙炔基)并四苯
5,12-双(苯乙炔基)并四苯是一种有机化合物，化学式为C34H20，是通常被用於黃橙色螢光棒的染劑。它在248 °C分解。它可以并四苯-5,12-二酮、苯乙炔和正丁基锂为原料反应制得。